# Miguel Heidemann
Miguel Heidemann (ur. 27 stycznia 1998 w Trewirze) – niemiecki kolarz szosowy.

## Osiągnięcia
Opracowano na podstawie:

2018
- 1. miejsce w mistrzostwach Niemiec (jazda drużynowa na czas)

2019
- 1. miejsce w klasyfikacji górskiej Istarsko Proljeće
- 1. miejsce w mistrzostwach Niemiec U23 (jazda indywidualna na czas)
- 1. miejsce w mistrzostwach Niemiec (jazda drużynowa na czas)

2020
- 1. miejsce w mistrzostwach Europy (mieszana jazda drużynowa na czas)
- 1. miejsce w mistrzostwach Niemiec U23 (jazda indywidualna na czas)

2021
- 2. miejsce w mistrzostwach Niemiec (jazda indywidualna na czas)
- 2. miejsce w mistrzostwach Europy (mieszana jazda drużynowa na czas)

2023
- 2. miejsce w mistrzostwach Niemiec (jazda indywidualna na czas)
- 3. miejsce w mistrzostwach świata (mieszana jazda drużynowa na czas)
- 3. miejsce w mistrzostwach Europy (mieszana jazda drużynowa na czas)

2024
- 2. miejsce w Tour of Sharjah
- 3. miejsce w mistrzostwach Niemiec (jazda indywidualna na czas)
- 2. miejsce w mistrzostwach świata (mieszana jazda drużynowa na czas)

## Rankingi
| Rok             | 2019  | 2020 | 2021 | 2022 | 2023 | 2024 |
| --------------- | ----- | ---- | ---- | ---- | ---- | ---- |
| World Ranking   | 1602. | 736. | 724. | 651. | 512. | 442. |
| UCI Europe Tour | 1065. | 590. | 569. | 501. | -    | -    |
|                 |       |      |      |      |      |      |
| Źródło: UCI     |       |      |      |      |      |      |